# Elsa Scarlett
Elsa Scarlett (スカーレット エルザ?, Eruza Sukāretto) è un personaggio immaginario e una dei protagonisti del manga Fairy Tail, creato da Hiro Mashima. Soprannominata "Titania" (ティターニア?, Titānia) per la sua forza, è una maga appartenente alla eponima gilda di maghi personaggio e capace di utilizzare una magia di equipaggiamento, che le consente di indossare svariate armature magiche dotate di poteri e capacità differenti tra loro. La doppiatrice Sayaka Ōhara la interpreta nelle sue apparizioni animate e videoludiche in lingua giapponese, mentre nel doppiaggio italiano della serie televisiva anime è doppiata da Eleonora Reti.

## Creazione e sviluppo
Il soprannome "Titania" deriva dall'opera "Sogno di una notte di mezza estate" di William Shakespeare, nella quale ad assumere tale titolo è la regina delle fate: all'interno di Fairy Tail — che letteralmente significa "coda di fata" — è infatti considerata la donna più forte, con una forza che le consente di prevalere anche su numerosi uomini. Non avendone uno proprio, Gerard inventa per lei il cognome "Scarlett" dal forte colore scarlatto dei suoi capelli, caratteristica che non gli avrebbe permesso di dimenticarselo.

## Descrizione del personaggio
Alla sua prima apparizione, Elsa è una diciannovenne dai lunghi capelli scarlatti. Il suo occhio destro lo ha perso durante la prigionia subita nella Torre del Paradiso e le è stato sostituito in seguito con uno artificiale da Porlyusica. Da piccola, Elsa era solita portare i propri capelli in una treccia, abitudine che da adulta non mantiene portando i capelli sciolti. Sin dal suo ingresso a Fairy Tail, la maga indossa prevalentemente un'armatura con una spada al fianco, con abbinati una gonna blu e un paio di stivali neri. Un marchio magico simboleggiante la sua appartenenza a Fairy Tail di colore blu è posizionato sul suo braccio sinistro poco sotto la spalla.
La sua personalità severa e decisa, abbinata alla sua grande forza, la rendono autorevole all'interno della gilda, che la considerano una sorta di secondo leader oltre al master. I suoi combattimenti sono spinti da un senso di giustizia e orgoglio di appartenenza alla propria gilda e tende a proteggere senza esitazione i propri compagni per evitare il ripetersi della propria triste infanzia, durante la quale non è riuscita a proteggere i propri compagni di prigionia alla Torre del Paradiso. Inizialmente nutre una costante paura nel mostrarsi debole di fronte agli altri e ammette di indossare sempre un'armatura perché senza si sente vulnerabile agli occhi del mondo. Grazie alla fiducia e al sostegno dimostratole da Natsu e da altri compagni di gilda, mostra gradualmente il suo vero carattere gentile e dolce, dimostrando di aver acquisito maggior forza interiore per affrontare al meglio il mondo che la circonda. Nonostante sia una persona molto intelligente, Elsa talvolta si dimostra piuttosto imbranata e per diversi aspetti socialmente inetta.

### Rapporto con Gerard
Il rapporto tra Elsa e Gerard è tra i più intensi e complessi dell'intero manga e anime. I due si sono conosciuti da bambini in schiavitù nella Torre del Paradiso, Elsa provava ammirazione per Gerard, per la sua voglia di combattere per la libertà e di affrontare la vita a testa alta nonostante le difficoltà. Quest'ammirazione si trasforma in poco tempo in amore e il suo desiderio di salvare Gerard dalla tortura dei seguaci di Zeref, la porta a scatenare una rivolta da parte di prigionieri contro i loro reclusori. Elsa, dopo la morte di Rob, risveglia la magia e riesce a sbaragliare i nemici, ma a Gerard, nel frattempo, è stato fatto il lavaggio del cervello da Urrutia (che si spacciò per Zeref) e risveglia a propria volta la magia diventando malvagio, tanto da uccidere senza pietà i suoi carcerieri. Subito dopo scaccia Elsa accusandola di aver distrutto le imbarcazioni e di essere fuggita da sola, accattivandosi l'ammirazione di tutti i bambini che lo seguono come loro salvatore. Elsa vive anni e anni lontano dai suoi amici, senza poter fare nulla perché minacciata da Gerard di ucciderli tutti se avesse provato a raccontarlo a qualcuno. Nel frattempo Gerard la tiene d'occhio con la sua proiezione astrale Siegrain (che afferma di essere il fratello gemello di Gerard). Elsa vive nella tristezza per i suoi amici ingannati da Gerard e nell'odio verso quest'ultimo, mai davvero giunto al culmine. Alla Torre del Paradiso, Elsa vuole sacrificarsi facendosi colpire dall'Etherion, portando con sé Gerard, in modo da far pagare a entrambi il torto commesso. Gerard, astutamente fa sì che l'Etherion sia assorbito dal Lacrima gigante, la vera forma della Torre del Paradiso. Gerard si ricongiunge a Siegrain e vuole utilizzare Elsa in sacrificio per resuscitare Zeref. Quando Gerard sta per uccidere Natsu, Elsa si frappone, ma Simon si sacrifica per salvare la donna e muore tra le sue braccia. Questo segna l'odio di Elsa per Gerard che, tuttavia, non riuscirà mai a cancellare il ricordo dell'amore per quest'ultimo. Quando Gerard ricompare, vivo e privo della memoria tranne che della parola 'Elsa' senza saperne il significato, inorridisce quando scopre ciò che ha fatto, tanto da decidere di uccidersi per impedire che l'odio per lui consumi l'animo di Elsa. Quando Nirvana viene salvato da Brain, Elsa lo convince a continuare a vivere e Gerard rinuncia alla morte, per poi affidarsi solo ad Elsa. In seguito si ricorda di Natsu e gli dona il potere per sconfiggere Zero. In seguito Gerard viene portato via dai Cavalieri delle Rune e Natsu e gli altri cercano di impedirlo, ma Elsa, per impedire che vengano arrestati, li prega di smettere. Gerard, prima di entrare in cella, le fa cenno del colore dei suoi capelli, facendole capire di essersi ricordato il cognome che lui stesso le aveva dato: Scarlett. Il loro legame, incredibilmente, rimane forte anche quando è in galera. Gerard, mentre viene torturato dal sadico carceriere, non fa che dire ad Elsa di non arrendersi, sentendo che è in pericolo contro Azuma. La sua voce giunge sino ad Elsa stessa che, ripensando a lui, si rialza e ritrova la forza di continuare a combattere, pur convinta che fosse stata solo la sua immaginazione. Sette anni dopo si rivedono, Gerard è evaso grazie a Meredy ed Urrutia e ora i suoi ricordi sono completi, ma lui è rimasto buono come in origine. I due parlano a lungo e arrivano quasi a baciarsi, ma Gerard la allontanerà con una scusa, spiegando poi a Meredy ed Urrutia che a lui basta che lei sia felice. Elsa ha capito subito che la sua era una scusa, ma è felice perché, finalmente, i due hanno capito i reciproci sentimenti. I due si vedono anche in altre occasioni dove si fanno coraggio vicendevolmente, durante l'attacco dei draghi Gerard le salva la vita. Dopo la battaglia contro Tartaros, Gerard incontra Elsa e la incita a continuare a lottare. Durante lo scontro con l'Impero di Alvarez, Gerard giunge in aiuto di Elsa e Kagura contro l'esercito. Quando Neinhart tortura e quasi uccide Elsa, Gerard si infuria al punto tale da dichiararsi pronto ad usare nuovamente un attacco mortale e con una sola magia riesce a mettere al tappeto l'avversario. Alla fine della guerra e del perdono di Gerard e della sua gilda per i crimini del passato, Lucy e gli altri credevano che avrebbero cominciato una relazione, ma nessuno ne sa nulla. Tuttavia, sembra che Elsa sia molto più felice dopo il perdono di Gerard.

### Poteri e abilità
Dotata di una forza e resistenza davvero impressionanti, a detta di vari personaggi Elsa è considerata la donna più forte della propria gilda e una delle più forti in generale all'interno della serie. Il suo potere principale è la magia Cambio-Stock (换装?, Kansō) nella modalità "The Knight" (骑士?, Za Naito), che le permette di trasferire armi e armature da una "stanza" al mondo reale e di combattere così con molte armi contemporaneamente. Dovendosi adattare all'uso di varie tipologie di armature, Elsa ha sviluppato notevoli doti sia nei combattimenti corpo a corpo che in quelli a distanza, oltre che nell'uso di armi bianche. Dato il suo grande quantitativo di potere magico posseduto, Elsa è capace di richiamare un gran numero di armi nello stesso momento e riesce a conservare fino a cento armature differenti per sfruttare la propria magia di equipaggiamento. Tra le varie "armature" da lei possedute, una le consente di indossare un'armatura da cavaliere e di far volteggiare in aria numerose spade contro i propri nemici, diventando capace di gestire la telecinesi; un'altra le consente invece di neutralizzare completamente gli attacchi magici di fuoco. Tra tutte le tipologie di combattimento, Elsa privilegia i combattimenti come spadaccina, dimostrando di essere specializzata nell'uso di svariate armi bianche, dalle lance alle alabarde.

## Biografia del personaggio
Unica figlia di un Generale e di Irene Belserion, Elsa è stata concepita quattrocento anni prima dell'inizio della narrazione, durante il Festival del Re drago, ma è stata mantenuta nel grembo di Irene, a causa della magia dei dragon Slayer, rimase nel grembo materno durante diverse centinaia di anni, anche durante la forma drago di Irene, e finalmente nacque, dopo che sua madre riacquistò un corpo umano da Zeref,  e cercò di diventare una vera umana, provando a entrare nel corpo della figlia appena nata. Quando fu un fallimento, Irene, considerò la figlia come spazzatura, e l'abbandonò in un orfanotrofio di Rosemary Village, lo stesso luogo dove Kagura e Simon hanno vissuto da bambini. I primi anni di vita di Elsa, furono felici e spensierati come quelli di una comune bambina, ma un giorno i seguaci di Zeref, fecero irruzione per uccidere gli adulti, e rapire i bambini, per utilizzarli come schiavi per costruire la Torre del Paradiso, Kagura (6 anni) in lacrime chiamò a voce alta suo fratello Simon, che era già stato catturato, e i loro genitori furono uccisi, ma Elsa (9 anni) la prese per mano per evitare che venisse catturata, dato che due seguaci di Zeref avevano sentito il pianto di una bambina, e la nascose in una cassa per salvarla, venendo però catturata dai due seguaci di Zeref, e fu costretta ad unirsi al gruppo di schiavi bambini che stavano costruendo la Torre del Paradiso. Tra i bambini incarcerati vi erano, oltre a Shimon, anche Gerard Fernandez, Shô, Wally Buchanan, e Miriana che divennero amici stretti di Elsa. Inoltre Elsa qui conobbe Rob, un anziano ex-membro di Fairy Tail, che le insegnò alcune nozioni base sulla magia e le racconto delle storie sulla su vecchia gilda.
Nell'anno X776 Shô organizza una rivolta per riuscire a far evadere sé stessi e gli altri prigionieri dalla torre, ma sfortunatamente vengono catturati dalle guardie. Queste decidono quindi di inviare la mente della rivolta nella camera di tortura della torre e perciò catturano Elsa, la quale si era sostituita a Shô per difenderlo. All'improvviso però Gerard confessa di essere il vero capo della rivolta e si consegna alle guardie per salvare Elsa. Tormentata da questa situazione, Elsa decide quindi di organizzare un'altra rivolta per poter finalmente scappare e liberare Gerard. Inizialmente la rivolta sembra un successo, ma l'arrivo dei maghi guardiani causa un rapido capovolgimento di fronte. Elsa è quindi scioccata vedendo Simon che perde la propria mascella inferiore a causa di un attacco magico e Rob che la difende sacrificandosi. Quindi Elsa sblocca la sua magia latenta e, prendendo il controllo delle armi lasciate a terra dalle guardie le lancia contro di loro terminando la rivolta. Mentre gli altri si impadronivano di alcune navi per fuggire, Elsa si riuniva con Gerard, trovandolo però radicalmente cambiato. Esso afferma che la vera libertà si trova proprio all'interno della Torre del Paradiso. Elsa cerca di farlo rinsavire ma invano, così Gerard esilia Elsa trattenendo tutti gli altri prigionieri per completare la costruzione della torre.
Arrivata alla riva (la Torre del Paradiso è situata su un'isola) cerca la gilda del suo maestro. Alla fine riesce a trovare la gilda Fairy Tail e si unisce ad essa. Tempo dopo riuscirà a passare l'esame per mago di classe S, diventando presto una dei maggiori esponenti di Fairy Tail, conquistando il titolo di titania la regine delle fate.
In seguito al ritorno alla gilda di Natsu Dragonil e Lucy Heartphilia, dopo aver completato la missione alla villa del duca Ebaloo, Elsa coinvolge i due e Gray Fullbuster nella missione che ha per scopo sconfiggere la Gilda Oscura Eisenwald e impedire che utilizzino il potere mortale di Lullaby. Elsa, Natsu, Lucy e Gray si dirigono alla città di Oshibana per cercare di impedire che il master della gilda oscura, Eligor, raggiunga la città di Clover Town per uccidere i master. Nella stazione della città, Elsa insieme a Lucy sconfigge tutti i maghi, ma vengono intrappolati all'interno della stazione da Eligor. Essi riescono ad uscire grazie a Virgo e si dirigono verso Clover Town. A metà strada, trovano Natsu che ha sconfitto Eligor e continuano a dirigersi verso la città perché Kageyama, uno dei maghi della gilda oscura, ha rubato il flauto. Insieme agli altri sconfigge il demone Lullaby, che si scopre essere una creazione del mago oscuro Zeref, impedendo l'uccisione dei master delle Gilde della luce riuniti assieme per la tradizionale riunione.
Elsa si reca sull'Isola di Galuna per riportare alla gilda Natsu, Lucy e Gray partiti senza permesso per svolgere una missione di classe S. Una volta arrivata sull'isola salva Lucy da Angelica. Successivamente ascolta le parole di Gray e decide di aiutarli nella missione. Elsa, Lucy e Gray si dirigono al tempio per impedire il risveglio di Deliora e lungo la strada ascoltano la storia di Gray. Dopo aver sconfitto Leon e il suo gruppo e aver scoperto che Deliora è morto, insieme a Natsu distrugge la barriera che avvolge l'isola.
Durante lo scontro con Phantom Lord partecipa alla battaglia, insieme a tutti i suoi compagni e a Makarov attacca la gilda dei Phantom Lord. Elsa riesce a sconfiggere molti nemici, ma appena vede che Makarov viene sconfitto da Jose, capo della gilda Phantom Lord, ella ordina la ritirata. Una volta tornati alla gilda hanno pochi istanti di tranquillità e vengono subito attaccati dai loro nemici. Jose è giunto con l'intera gilda davanti alla loro gilda e con un cannone ad energia magica chiamato Jupiter prova annientarli, ma Elsa grazie all'armatura Adamantina (un'armatura che potenzia al massimo le capacità difensive, ma riduce pesantemente l'attacco) riesce a fermare il colpo e salvare i suoi amici nonostante, riporti numerose ferite, alcune delle quali gravi. Successivamente riesce a rialzarsi e sconfigge uno degli Element 4, Aria, uno dei quattro maghi migliori di Phantom Lord. In seguito affronta Jose rischiando la morte, ma viene salvata da Makarov.
Elsa, Natsu, Lucy e Gray ricevono i biglietti per un resort lussuoso da parte di Loki e decidono di andarci. Verso sera si dirigono verso il casinò del resort, ma vengono attaccati da alcuni ragazzi che si scoprono essere i vecchi amici di Elsa quando era prigioniera. Essi rapiscono Elsa e la portano alla Torre del Paradiso ormai completata.
Elsa scopre che i suoi amici pensano che lei sia una traditrice e vogliono offrirla in sacrificio per evocare Zeref per ordine di Gerard. Elsa riesce a fuggire e incontra Natsu, Lucy, Gray e un ex membro dei Phantom Lord, Lluvia che decide di aiutarli. Elsa rivela il suo terribile passato ai suoi amici e insieme decidono di affrontare Gerard. Subito dopo scopre che il suo amico Simon non ha mai creduto che lei fosse una traditrice e decide di aiutarli.
Successivamente affronta uno dei seguaci di Gerard, Ikaruga, riportando numerose ferite, ma alla fine riesce a sconfiggerlo e subito dopo si dirige verso Gerard per affrontarlo. Elsa appena scopre che il Concilio vuole usare l'Etherion decide di sacrificarsi per salvare i suoi amici. Subito dopo scopre che l'Etherion non ha distrutto la torre, ma l'ha riempita di magia permettendo il risveglio di Zeref. Successivamente Elsa assiste allo scontro tra Natsu e Gerard e dopo la sconfitta di quest'ultimo decide di sacrificarsi per salvarlo ma viene salvato da quest'ultimo. Una volta andati via, Elsa saluta i suoi vecchi amici dicendo che un giorno si incontreranno di nuovo.
Elsa viene pietrificata insieme a Lucy, Lluvia, Kana, Visca e Levy da Evergreen, ma Elsa riesce a liberarsi, perché l'incantesimo su di lei ha funzionato solo in parte grazie al suo occhio artificiale. Elsa affronta Evergreen sconfiggendola e riesce a liberare le altre ragazze. Si reca alla ricerca di Luxus e lo trova a scontrarsi con Mistgun, e in seguito scopre che quest'ultimo è identico a Gerard, ma egli afferma di non essere lui. Subito dopo lascia affrontare Natsu con Luxus e insieme agli altri membri della gilda, distrugge la Sala del Fulmine creata da Luxus, il quale avrebbe distrutto l'intera città.
Elsa insieme a Natsu, Gray, Lucy viene scelta da Makarov per unirsi ad altri membri di altre gilde per annientare la gilda oscura Oracion Seis, che ha intenzione di liberare la magia Nirvana. Elsa si reca nel luogo della riunione delle tre gilde, dove sono presenti gli alleati: i maghi della gilda Blue Pegasus (Ichiya Vandaley, Ren Akatsuki, Hibiki Lates e Eve Tearm), Lamia Scale (Leon Vastia, Jura Neekis e Sherry Blendy) e Cait Shelter (Wendy Marvel, accompagnata dalla sua gatta Charle).
Poco dopo tutti si scontrano contro gli Oracion Seis e vengono tutti sconfitti, Elsa viene morsa dal cobra velenoso di uno degli Oracion. Tutti cercano di trovare gli Oracion perché questi ultimi hanno rapito Wendy. Natsu riesce a recuperare Wendy e quest'ultima guarisce Elsa. Wendy rivela di aver fatto tornare in vita Gerard, Elsa la sente e decide di recarsi da lui.
Gerard rivela a Elsa che non si ricorda nulla. Ella riesce a convincerlo ad aiutarli nella battaglia contro la gilda oscura. Poco dopo, Gerard e Elsa affrontano un membro degli Oracion Seis, Midnight, venendo gravemente feriti. Elsa con la sua forza di volontà sconfigge l'avversario. In seguito si dirige verso in uno dei pilastri di Nirvana per distruggerlo. Sconfitti gli Oracion Seis, il nuovo consiglio arresta Gerard per i suoi crimini facendo scatenare le lacrime di Elsa. Salutati gli altri membri delle gilde, ritornano a Fairy Tail e Wendy entra nella loro gilda.
Elsa insieme a tutti i membri di Fairy Tail e l'intera Magnolia, viene risucchiata dal portale che conduce a Edolas e viene trasformata in Lacrima. Viene salvata insieme a Gray da Gajil. Il dragon slayer spiega la situazione e le dice cosa devono fare. Elsa e Gray salvano Lucy, Happy e Charle dall'Armata Reale, successivamente Elsa inizia a combattere contro la sua controparte di Edolas: Elsa Knightwalker. Le due Elsa si equivalgono di forza e lo scontro sembra non finire mai. Elsa riesce a sconfiggerla e a rubare la sua armatura facendosi spacciare per lei.
Elsa insieme a Natsu e Gray si dirigono nella sala dove si trova il Cannone Anima insieme al re Faust, Elsa prende in ostaggio il re e ordina di deporre le armi. Successivamente arriva in soccorso dell'Armata Reale Elsa Knightwalker ed Elsa fugge insieme a Gray e Natsu per impedire la distruzione di Extalia. Una volta salvata Extalia, l'Armata Reale si lancia all'attacco degli Exceed per catturarli e trasformarli in Lacrima, Elsa ricomincia un secondo incontro con Elsa Knightwalker nella vecchia capitale degli Exceed.
Durante l'incontro, Elsa cerca di far capire alla sua controparte che loro possono vivere anche in un mondo senza magia. Privi di potere magico, le due Elsa continuano a lottare a mani nude. Esauste, il loro incontro finisce in parità. Infine Elsa viene risucchiata dal portale che conduce su Earthland insieme a Natsu, Gray, Lucy, Gajil e tutti gli Exceed lasciando per sempre Edolas. Ritornati sulla Terra, scoprono che Lisana è viva e che era stata risucchiata in passato ed è vissuta per due anni ad Edolas.
Come ogni anno, viene fatto l'esame di promozione a classe S, sull'Isola Tenro, l'isola sacra di Fairy Tail. I concorrenti in lizza per la promozione sono Natsu, Gray, Kana, Elfman, Levy, Lluvia, Fried e Mest Gryder (che poi si scoprirà essere Doranbolt, un servitore del Concilio). Elsa è uno dei giudici della prima prova insieme a Mira Jane e Gildarts. Elsa sconfigge la coppia Lluvia-Lisana squalificandole dall'esame.
Finita la prima prova, insieme a Lluvia si mette alla ricerca di Wendy e Mest preoccupata perché non erano arrivati al campo di riunione dei squalificati. Le ragazze trovano Levy ferita e quest'ultima rivela che la gilda Grimoire Heart sta per attaccare. Elsa lancia il segnale di pericolo annullando l'esame. Elsa affronta insieme a Lluvia uno dei "7 Fratelli del Purgatorio" di Grimoire Heart: Meldy. Appena Meredy dice che vuole uccidere Gray, Lluvia scatena una forza spaventosa sbalordendo Elsa e facendole capire che il vero potere di Lluvia deriva dall'amore per Gray.
Elsa lascia combattere Lluvia da sola. Elsa incontra il membro più forte dei nove: Azuma che distrugge l'albero dell'isola annullando i poteri a tutti i membri di Fairy Tail tranne a Elsa perché vuole combattere contro di lei al massimo. Dopo un duro scontro, Elsa sconfigge Azuma grazie ai sentimenti per tutti i membri della gilda. Poco dopo insieme a Natsu, Gray, Lucy e Wendy affronta il Master della gilda oscura: Hades ma quest'ultimo si dimostra molto forte e riesce a mettere in difficoltà tutti. Dopo che Urrutia ripristina l'Albero Tenro, tutti i maghi di Fairy Tail riacquistano un po' di energia e riescono a sconfiggere Hades.
Infine per resistere all'attacco finale di Acnologia, il re dei draghi chiamato dallo stesso Zeref (che nel frattempo ha ucciso Hades per punirlo), tutti i maghi di Fairy Tail presenti sull'isola si uniscono in un cerchio e concentrano la loro magia sperando di sfuggire all'attacco del drago. In realtà vengono salvati dall'intervento del Primo Master, Mavis, la quale li ha fatti entrare in uno stato di sonno profondo.
Elsa si risveglia sette anni dopo insieme a tutti coloro che erano sull'isola perché sono stati protetti da Mavis, il primo master della gilda. Elsa torna a casa insieme a tutti e viene a conoscenza dei Gran Palio della magia e Fairy Tail decide di parteciparvi. Elsa insieme a Natsu, Lucy, Gray, Wendy, Lluvia e Levy vanno in una località turistica per allenarsi prima dell'inizio dei giochi ma Virgo li invita nel Mondo degli Spiriti Stellari per festeggiare il loro ritorno. Tornati ad Earthland scoprono che il tempo scorre diversamente dal mondo degli spiriti stellari e i giochi iniziano a breve ma poco dopo incontrano Gerard, Urrutia e Meldy che grazie ad una magia aumenta il loro potere magico.
Fairy Tail partecipa con due team, team A (Natsu, Lucy, Elsa, Gray e Elfman successivamente sostituito da Wendy) e B (Luxus, Mira Jane, Lluvia, Gajil e Gerald come Mystogan, rimpiazzato poi da Kana). La prima partecipazione di Elsa è al terzo giorno dove partecipa al gioco "Pandemonium". Sbalordendo tutti, affronta cento mostri da solo e riuscendo a vincere facendo guadagnare molti punti alla squadra.
Quando Luxus sconfigge la gilda Raven Tail eliminandola dal torneo, Fairy Tail forma un'unica squadra. Il nuovo team comprende Natsu, Gray, Gajil, Luxus ed Elsa. L'ultimo giorno, Elsa affronta Kagura ma l'incontro viene interrotto da Minerva che dice a Elsa che ha preso in ostaggio Millianna e che la lascerà andare soltanto quando una delle due vince. Elsa combatte contro Kagura e scopre che lei è la bambina che ha salvato da piccola per non essere portata alla Torre del Paradiso. Kagura viene sconfitta da Minerva ma Elsa riesce a battere quest'ultima. Fairy Tail vince il Gran Palio della magia ma successivamente, il re chiede a tutti i maghi di aiutarlo ad affrontare l'attacco imminente dei draghi. Elsa insieme a tutti i maghi affronta i sette draghi. Sconfitti i draghi, Fairy Tail torna a casa vittoriosa con la coppa dei vincitori.
Natsu e Gray, ormai diventati famosi, vengono contattati per una missione da Warrod Seeken, uno dei 10 maghi sacri; a loro si uniscono anche Elsa, Lucy e Wendy in modo da tenerli sotto controllo e completare la missione in tranquillità (a causa del fatto che la litigiosità tra Natsu e Gray non è diminuita, anzi). La loro missione consiste nello scongelare il Villaggio del Sole, dove scoprono che sia i giganti che la abitano sia la Fiamma Eterna sono completamente ghiacciati. Si scontrano poi con una gilda di cacciatori di tesori, Sylph Labyrinth, che sono in possesso delle "gocce di luna", una magia in grado di sciogliere qualunque tipo di ghiaccio. Sfortunatamente la fiala si rompe e si scopre che le gocce non sarebbero bastate a salvare il villaggio.
Ad un certo punto, Elsa ritorna bambina e incontra Minerva scoprendo che quest'ultima si è unita alla gilda oscura Succubus Eye. Elsa essendo diventata bambina la sua magia non funziona più come prima e subisce gli attacchi di Minerva con estrema facilità. Di colpo, anche Minerva diventa bambina. Ritornate normali le due continuano a combattere, ma dopo che il villaggio viene scongelato, Minerva lascia il luogo. Successivamente, Natsu risveglia la fiamma eterna del villaggio che si scopre essere il drago Atlas Flame, uno dei sette draghi usciti dal portale Eclissi e che ha aiutato Natsu. Quest'ultimo, felice di rivedere Natsu, gli spiega che egli è morto e che il villaggio è stato congelato da un Devil Slayer e gli spiega che Igneel in passato ha cercato di fermare E.N.D.. Dopo aver rivelato tutto scongela il villaggio e scompare. Svolta la missione tornato da Warrod Seeken per comunicargli che il villaggio è stato scongelato e scoprono che quest'ultimo è uno dei fondatori della loro gilda.
Tornati a casa, Elsa e gli altri cercano di trovare qualcosa a proposito di E.N.D. e scoprono che è il demone più potente creato da Zeref. Poco dopo giungono Jet e Droy ad avvertirli che tutti i membri del Concilio sono stati uccisi dalla gilda oscura Tartaros. Luxus, Bixlow, Fried, Evergreen e Yajima vengono attaccati e sconfitti da un membro di Tartaros e avvelenati ma riescono a sopravvivere, Natsu infuriato dice a Makarov che quest'azione è una dichiarazione di guerra.
Elsa insieme a Mira Jane si reca dall'Ex-capo del Consiglio per chiedere informazioni sull'arma Face ma vengono catturate proprio da questi che in realtà è in combutta con Tartaros. Elsa e Mira Jane vengono condotte alla base di Tartaros. Elsa viene torturata da Kyouka per farsi dire dove si trova Gerard Fernandez. Dopo che Fairy Tail invade il Cubo, ella viene liberata da Natsu e Lisanna ed ella inizia uno scontro con Kyouka, aprendo un varco che permette ai suoi compagni di gilda di entrare nella base del nemico.
Elsa continua a combattere contro Kyouka ma questi lascia lo scontro per far combattere Minerva, la nuova recluta di Tartaros. Ella viene assorbita dal mostro Plutogrim tramite la Maledizione Alegria e dopo che viene liberata da Lucy continua a combattere contro Minerva. Elsa sconfigge facilmente Minerva facendole capire che casa sua è Sabertooth. Elsa e Minerva raggiungono la sala controllo per fermare l'attivazione di Face, ma s'imbattono in Kyouka e Sayla. Quest'ultima viene sconfitta da Mira Jane ed Elsa ricomincia un nuovo scontro con Kyouka. Nello scontro Elsa subisce ferite gravissime e le vengono sottratti tutti i cinque sensi, ma grazie alla sua forza e tenacia riesce a continuare a combattere e a sconfiggere il demone, annullando la sua maledizione, ma cade poi a terra per la stanchezza.
Un anno dopo si scopre che insieme a Gerard e Gray tenta di distruggere il culto Avatar. Ella consiglia a Gray di infiltrarsi nell'organizzazione per scoprire informazioni. Dopo che Natsu e Lucy vengono liberati da Gray nelle prigioni di Avatar, ella spiega che vogliono fermare Avatar perché essa ha intenzione di effettuare un rituale sacrificando milioni di persone con lo scopo di attirare Zeref. Insieme ai suoi compagni si dirige verso il luogo stabilito, la città di Malva, e insieme iniziano a combattere contro i membri di Avatar ed ella sconfigge facilmente Jerome. Sconfitta Avatar informa Gerard sulla loro vittoria e torna a Magnolia insieme ai ragazzi dove ritrovano i vecchi compagni di gilda e cominciano a ricostruire la gilda. Ella viene scelta come settimo master della gilda.
A Magnolia giunge Mest Gryder che rivela ad Elsa l'esistenza di Lumen Historie mostrandogliela, tuttavia vengono seguiti da Natsu, Gray, Lucy e Wendy. Mest mostra al Team Natsu i suoi ricordi e del piano preparato da lui con Makarov per fermare l'Impero Alvarez. Elsa decide di dirigersi nel continente di Alakitasia per salvare Makarov insieme ai suoi compagni. Si dirigono sull'isola Caracolle per incontrare l'alleata di Mest, tuttavia sull'isola s'imbattono nei soldati nell'Impero Alvarez e vengono scoperti. Elsa e Lucy vengono catturate da Marin Hollow per poi essere liberate sempre da questi per ordine della sua capa, Brandish, una degli Spriggan Twelve, i maghi più potenti dell'Impero Alvarez. Brandish rimpicciolisce l'isola, tuttavia grazie a Mest raggiungono il sottomarino della sua alleata che si rivela essere Sorano, un membro di Crime Sorcière. Questa li conduce ad Alakitasia. Dopo aver salvato Makarov vengono attaccati da Ajeel Lamur, altro membro degli Spriggan, per poi essere salvati da Luxus e tornare a Ishgal con l'aeronave Cristina.
Tornata a Fairy Tail si prepara insieme ai suoi compagni al contrattacco di Alvarez. Il nemico raggiunge Magnolia con delle aeronavi, guidati da Ajeel. Elsa si dirige sulla nave di questi e inizia uno scontro contro di lui. Viene messa in difficoltà, tuttavia ella riesce a tenergli testa, ma per poco. Grazie all'intervento di Bisca, che questa colpisce l'aeronave con il cannone Jupiter, dà la possibilità a Elsa di contrattaccare: così riesce a sconfiggere il nemico.
Successivamente si reca insieme a Gray, Lluvia, Luxus, e Wendy alla città di Hargeon per supportare le gilde Marmeid Heel e Lamia Scale contro Alvarez. Una volta giunta a destinazione si reca insieme a Kagura al porto della città per sconfiggere Neinhart, altro membro degli Spriggan Twelve. Lungo la strada incontrano i Quattro Cavalieri Araldici di Neinhart sconfiggendone due, mentre i restanti vengono sconfitti da Gerard che si unisce alle due ragazze per sconfiggere il nemico. Quando incontrano Neinhart, questo allontana Kagura e Gerard lasciando Elsa da sola. Elsa viene torturata e quasi uccisa dalla magia di Neinhart che la obbliga a confrontarsi con Ikaruga, Kyouka ed Azuma generati dai suoi ricordi e questi, a causa anche delle ferite riportare da Elsa nello scontro contro Ajeel, stanno quasi per avere la meglio quando Elsa, mostrandosi furiosa e tutt'altro che spaventata, provoca la sparizione dei tre, per poi crollare a terra ferita quasi mortalmente. Neinhart resta sconvolto perché ha riconosciuto nello sguardo e nei capelli di Elsa un potere a lui familiare, appartenente ad uno dei più potenti Spriggan dell'impero Alvarez, la donna più forte del regno: Irene Belserion. Elsa viene salvata da Gerard che sconfigge Neinhart.
Irene Belserion, membro degli spriggan twelve, attiva la magia "Universe One" e teletrasporta ogni persona di Fiore in posti diversi. Natsu, Lucy e Happy si ritrovano con Gray, Lluvia ed Elsa. Successivamente si recano verso Fairy Tail dove affrontano l'esercito di Zeref insieme ai suoi compagni ed alleati. Dopo che Makarov si sacrifica utilizzando la magia Fairy Law, Elsa interrompe lo scontro tra Natsu e Gray. Poco dopo sul luogo giunge Irene Belserion, membro degli Spriggan, ed insieme a Wendy inizia uno scontro contro l'incantatrice. Durante la battaglia Irene rivela di essere la madre di Elsa e le racconta l'origine della sua nascita. Finito il racconto continua a combattere contro Irene insieme a Wendy ma il nemico entra nel corpo della dragon slayer ed utilizza il corpo di Wendy per combattere contro Elsa. Dopo che Wendy riesce a ritornare nel suo corpo Elsa ed Irene continuano a combattere e l'incantatrice ormai furente si trasforma in drago e con un solo attacco rompe tutte le ossa di Elsa tranne la mano destra. Dopo aver distrutto il meteorite scagliato da Irene, ferisce sua madre gravemente ma a causa delle ferite cade a terra priva di forze. Anche se è riuscita a ferire gravemente Irene ella è ancora in grado di combattere ed è sul punto di uccidere Elsa, tuttavia ammette ancora di amarla e con una spada della figlia si suicida e le sue ultime parole sono che ha sempre amato Elsa.
Elsa e Wendy si apprestano a raggiungere i loro compagni ma sul luogo giunge Acnologia, in forma umana. Questi comincia a maltrattare il corpo di Irene provocando la rabbia di Elsa che tenta di fermalo. Dopo che Acnologia scopre che Wendy è una dragon slayer tenta di ucciderla ma viene fermato da Gerard giunto sul posto. Sul luogo giunge Ichiya con l'aeronave Cristina e porta in salvo Elsa, Wendy e Gerard. Qui i tre fanno la conoscenza di Anna Heartphilia, antenata di Lucy che rivela che è giunta nel futuro con il Portale Eclissi e rivela loro il piano per distruggere Acnologia. Dopo aver tentato di fermare il drago nero seguendo il piano di Anna fallendo. Quando Acnologia si scatena ella trova un piano per sconfiggerlo, ovvero, utilizzare Fairy Sphere e imprigionarlo sull'Isola Tenro. Lucy si reca alla gilda per cercare il libro dell'incantesimo. Una volta trovato si ricongiunge con tutti gli altri per attirarlo su una nave per poi utilizzare la magia. Riescono a imprigionarlo e nello stesso tempo Natsu sconfigge la sua forma spirito nel Mondo del Vuoto e di conseguenza anche la sua forma corporea svanisce. Successivamente tutti i dragon slayer ritornano su Earthland.
Dopo aver vinto la guerra e sconfitto Acnologia sembrerebbe che Elsa e Gerard si sono fidanzati ma nessuno conosce la verità. Un anno dopo la guerra contro l'impero Alvarez e Acnologia, Lucy è diventata una scrittrice famosa vincendo un ricco premio e tutta la gilda festeggia. Successivamente Natsu va a casa di Lucy dicendole che ha ottenuto il permesso da Makarov per l'incarico mai concluso in cento anni. Natsu, Lucy, Elsa, Wendy e Gray partono alla volta della missione per nuove avventure.

## Accoglienza
L'utenza di TheTopTens posiziona Elsa al terzo posto nella classifica dei migliori personaggi femminili presenti negli anime. Secondo Anna Lindwasser di Anime Underground, sezione del sito web di statistiche Ranker, Elsa è al primo posto tra i personaggi degli anime più forti di tutti i tempi, mentre Hannah Collins di CBR la posiziona sesta in una classifica del medesimo genere.

### Notorietà e merchandising
Nel 2020 l'azienda TPA Studio dedica ad Elsa un action figure in cui è ritratta indossando l'Armatura Ataraxia.